# Nikola Moro
Nikola Moro (* 12. März 1998 in Solin) ist ein kroatischer Fußballspieler, der aktuell beim italienischen Erstligisten FC Bologna unter Vertrag steht.

## Karriere

### Verein
Nikola Moro wurde in Solin geboren und zog mit elf im Jahr 2009 nach Zagreb, wo er sich der Nachwuchsabteilung von Dinamo Zagreb anschloss. Im März 2014 unterzeichnete er seinen ersten professionellen Vertrag beim Hauptstadtverein. Seit der Saison 2015/16 war er für die Reservemannschaft in der zweithöchsten kroatischen Spielklasse im Einsatz. Sein Debüt in der ersten Mannschaft bestritt er am 22. September 2015 beim 7:1-Auswärtssieg gegen den NK Oštrc Zlatar im kroatischen Pokal, als er in der 61. Spielminute für Paulo Machado eingewechselt wurde. Sein Ligadebüt gab er am 14. Mai 2016 (36. Spieltag) beim 4:0-Heimsieg gegen den NK Lokomotiva Zagreb. In der nächsten Spielzeit 2016/17 absolvierte er bereits 15 Ligaspiele für die erste Mannschaft. Sein erstes Ligator erzielte er am 25. April 2017 (30. Spieltag) bei der 1:2-Auswärtsniederlage gegen den NK Slaven Belupo.
In der folgenden Saison 2017/18 gelang ihm endgültig der Durchbruch als Stammspieler. Eine in der Nationalmannschaft zugezogene Kreuzbandverletzung beendete im März 2018 seine Saison. Bis zu diesem Zeitpunkt war er in 24 Ligaspielen im Einsatz gewesen, in denen er vier Tore erzielt hatte. Nach seiner Rückkehr Ende Oktober 2018 wurde er in der Saison 2018/19 wieder in der Startformation eingesetzt. In der darauffolgenden Spielzeit 2019/20 absolvierte er 28 Ligaspiele, in denen ihm zwei Tore gelangen.
Am 17. August 2020 wechselte Moro zum russischen Erstligisten Dinamo Moskau, wo er einen Fünfjahresvertrag unterzeichnete.
Für die Saison 2022/23 wechselte er per Leihe mit Kaufoption zum FC Bologna. Im Sommer 2023 wurde die Kaufoption gezogen und Moro wechselte fest nach Italien.

### Nationalmannschaft
Nikola Moro war von 2012 bis 2021 für sämtliche kroatische Juniorennationalmannschaften im Einsatz. Im März 2022 spielte er beim Freundschaftsspiel gegen Bulgarien erstmals für die A-Nationalmannschaft von Kroatien.

## Erfolge
- Kroatischer Meister: 2015/16, 2017/18, 2018/19, 2019/20
- Kroatischer Pokalsieger: 2015/16, 2017/18

FC Bologna
- Italienischer Pokalsieger: 2024/25